# Roland Albert
Roland Albert (né à Sarrebourg en 1944), est un artiste contemporain allemand. À la fois peintre et sculpteur, il expose depuis 2004 aux États-Unis.

## Biographie
Roland Albert naît le 1er mars 1944 à Sarrebourg, ville Lorraine alors annexée au Troisième Reich. En 1964, Roland Albert travaille avec Kosta Alex à Paris. De 1966 à 1970, il étudie la peinture et la sculpture à l'Académie des beaux-arts de Munich, avec Heinz Butz et Günter Fruhtrun. Depuis 1972, il travaille en indépendant et donne des cours. Depuis 1981, il travaille pour la ville de Kaiserslautern. Roland Albert est un artiste très présent sur la scène artistique de Rhénanie-Palatinat.
Il a participé à plusieurs expositions collectives en Colombie au cours des dernières années. Depuis 2004, il expose aussi aux États-Unis.

## Expositions
- 2008  If Art Gallery à Columbia (USA)[2].
- 2009  Galerie der Technischen Universität à Kaiserslautern[2].

## Sources
- Roland Albert sur kuenstlerwerkgemeinschaft.de
- Biographie sur artothek.landstuhl.de